# National Football Museum

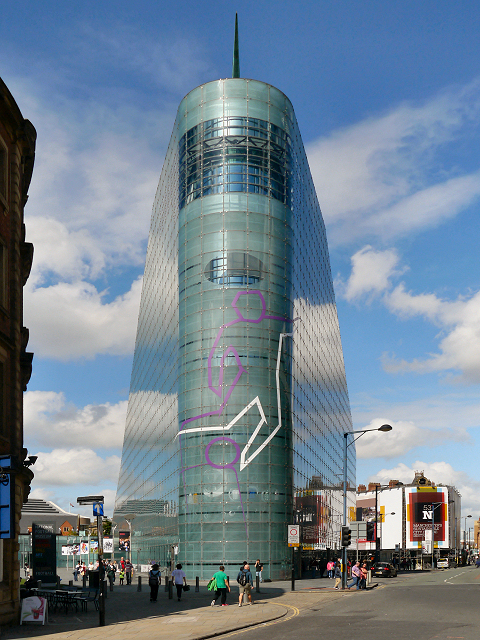

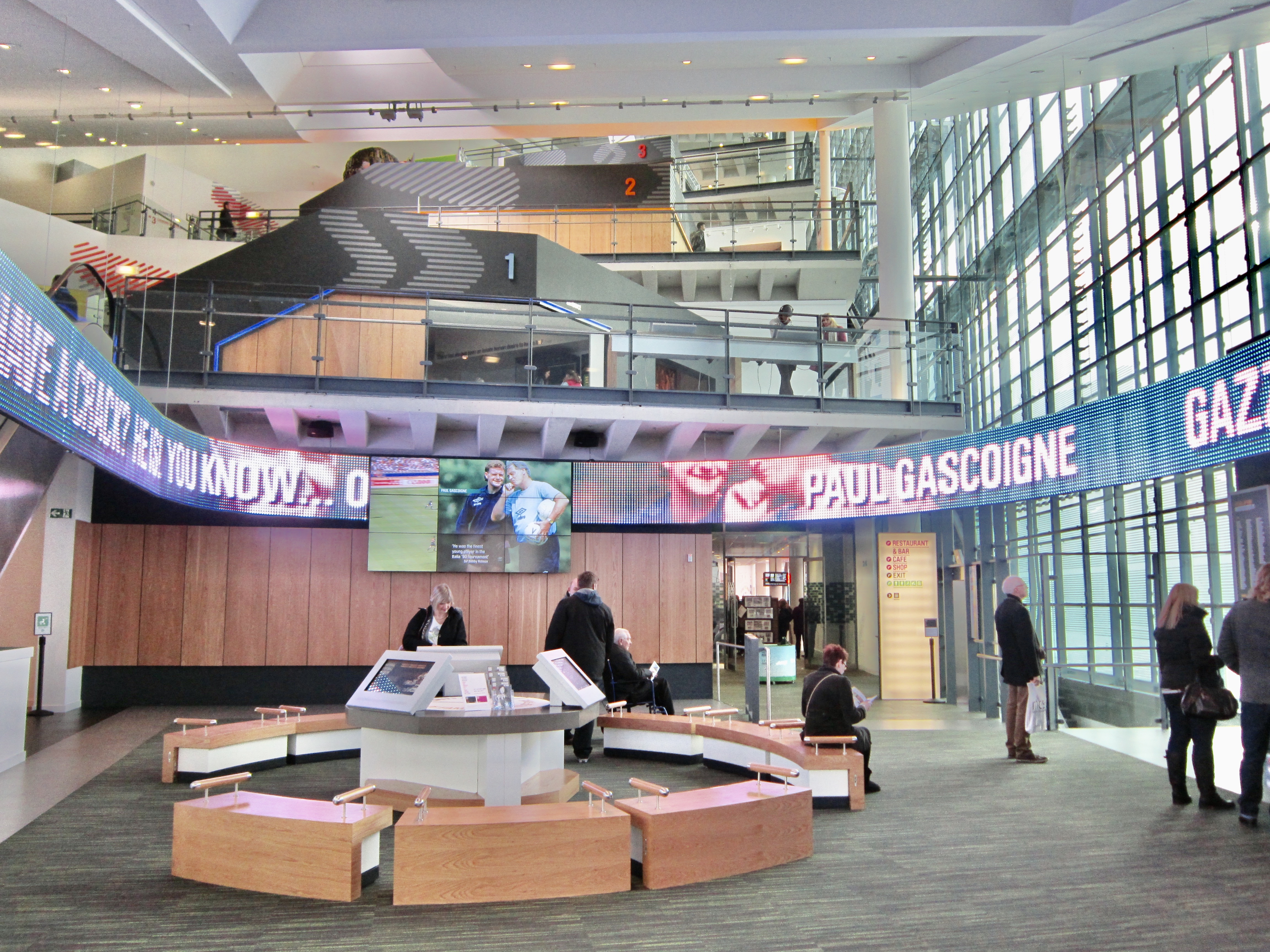

Het National Football Museum is een museum in de Engelse stad Manchester. Het museum verhuisde in 2012 van Preston naar Manchester. Het museum belicht op vier verdiepingen het Engelse voetbal (Pitch Gallery, Match Gallery, Play Gallery, Score Gallery). Het museum huisvest ook de English Football Hall of Fame.